# Betti Zambruno
Betti Zambruno (Alessandria, 1º marzo 1954 – Asti, 12 dicembre 2022) è stata una cantante italiana.

## Biografia
Betti Zambruno  è stata una cantante e ricercatrice italiana, attiva principalmente nell'ambito della musica popolare, della storia orale e della cultura tradizionale piemontese.
Dopo la laurea in Lettere presso l’Università di Torino, ha iniziato a occuparsi di cultura popolare e storia orale. Ha lavorato presso l’Istituto della Resistenza di Alessandria, contribuendo alla nascita del Centro di cultura popolare “G. Ferraro”.
Negli anni ’70 è stata attiva in progetti musicali e di animazione teatrale nella provincia alessandrina, collaborando con Franco Castelli e Maurizio Martinotti nella ricerca etnomusicologica e partecipando alle iniziative didattiche del Comune di Alessandria. In questo periodo ha inciso con il gruppo La Ciapa Rusa.
Nel corso della carriera ha esplorato diversi generi, con una predilezione per il folk e il jazz. Ha fatto parte dei gruppi musicali Kyle Na No (musica celtica) e I Fiati Pesanti, con i quali ha inciso due album e partecipato a numerosi festival italiani ed europei.

## Attività musicale
Come solista ha pubblicato:
- Canté Bergéra (2002), con il gruppo Bartavéla
- Al lung de la Riviera (2003), con il gruppo Tendachent

Entrambi editi da Folkclub-Ethnosuoni.
Nel 2004 ha inciso con Paola Lombardo e Donata Pinti il disco So sol d’amarti alla follia – Passione e impegno nel canto delle donne, che ha ottenuto riconoscimenti come il premio internazionale Bravo della rivista TradMag e il premio del festival Canté Bergera – Cantare al femminile.
Nel 2005 ha partecipato al progetto Noi siam nati chissà quando chissà dove, dedicato alla Resistenza italiana, realizzato con Donata Pinti, Silvano Biolatti, Piercarlo Cardinali e Gianpiero Malfatto, colonna sonora dell’omonimo film prodotto dall’Istituto storico della Resistenza di Piacenza.
Nel 2006 ha ideato lo spettacolo Donne canzonate / Canzoni di donna in occasione del sessantesimo anniversario del diritto di voto alle donne in Italia. L'anno seguente ha preso parte al progetto Folkextra con Laura Parodi, Ettore Losini "Bani", Pier Carlo Cardinali, Giuseppe Laruccia e Claudio Rolandi.
Ha collaborato con la compagnia teatrale Assemblea Teatro di Torino in numerose produzioni, tra cui Nasce nell’acqua ma muore nel vino (da un testo di Laura Pariani) e Il tesoro, versione italiana dello spettacolo portoghese Tesouro, ispirato alla Rivoluzione dei garofani.

## Collaborazioni e progetti
Ha partecipato agli album degli Yo Yo Mundi:
- Munfrâ (2011)
- Evidenti tracce di felicità (2016)

Ha inoltre esplorato la vocalità femminile con varie formazioni:
- Trobairiz (con Manuela Massarenti, Valeria Benigni e Paola Lombardo)
- Hastesan Ladies Quartet (con Aura Nebiolo, Giulia Rossi e Alessia Porani)
- Cantè Bergera (con Valeria Benigni e Paola Lombardo)
- InsoliteInsieme (con Marzia Grasso, Silvia Belfiore e Sara Giolo)

Nel 2013 ha pubblicato il CD Sguardi, in trio con Gianpiero Malfatto e Piercarlo Cardinali, da cui sono nati diversi progetti tematici come:
- Radio Londra – Tra Resistenza e swing
- Madres, mothers, madri… dal Piemonte all’Argentina
- Sguardi dal piroscafo – dal Piemonte a Buenos Aires

## Altre attività
Ha affiancato all’attività musicale anche reading letterari e presentazioni di libri a carattere socio-culturale, spesso in collaborazione con Fulvia Maldini. Nel 2015 ha preso parte con Emilio Jona allo spettacolo Prendi il fucile e gettalo per terra, presentato in prima nazionale alla Biennale di letteratura di San Salvatore Monferrato.
Nel 2019 ha collaborato con Gastone Pietrucci de La Macina in una serie di concerti nelle Marche. Nel 2020 ha fondato il trio folkAut con Piercarlo Cardinali e Ricky Avataneo. Nello stesso anno ha ricevuto il Premio Davide Lajolo per l’impegno nella valorizzazione del patrimonio storico e musicale popolare.
Nel 2021 ha curato per Voglino Editrice la pubblicazione del libro Una vita nella Storia di Raimondo Voglino. Nello stesso anno ha collaborato con il gruppo di musica antica La Ghironda per la rappresentazione della Farsa del bracho e del milaneiso inamorato in Asti di Giovan Giorgio Alione e ha partecipato all’album Grama Tera (2022) di Ricky Avataneo e Umberto Poli.

## Collaborazione con i Tre Martelli
Dal 2005 ha avviato una collaborazione con lo storico gruppo piemontese Tre Martelli, comparendo inizialmente come ospite nel disco Tra Cel e Tèra. Dal 2010 fino al 2022 ne è stata la cantante ufficiale, partecipando a diverse incisioni, tra cui:
- Cantè 'r paròli – Omaggio a Giovanni Rapetti (2012)
- Ansema (2014, in duetto con Gianni Coscia)
- 40 gir (2017)
- Concerto di Natale (2021)

Tutti i dischi sono stati pubblicati da Felmay Records.

## Morte
Betti Zambruno è morta il 12 dicembre 2022 ad Asti.

## Discografia selezionata
- Canté Bergéra (Folkclub‑Ethnosuoni, 2002), con Bartavéla[1]
- Al lung de la Riviera (Folkclub‑Ethnosuoni, 2003), con Tendachënt[2]
- So sol d’amarti alla follia – passione e impegno nel canto delle donne (Folkclub‑Ethnosuoni, 2004), con Paola Lombardo e Donata Pinti[3]
- Noi siam nati chissà quando chissà dove (2005), colonna sonora per il film dell’Istituto storico della Resistenza di Piacenza[4]
- Sguardi (2013), in trio con Gianpiero Malfatto e Piercarlo Cardinali[5]

## Collaborazioni e tributi
- Ha partecipato agli album degli Yo Yo Mundi: Munfrâ (2011) e Evidenti tracce di felicità (2016)[4]
- Con i Tre Martelli ha inciso tra gli altri Cantè 'r paròli – Omaggio a Giovanni Rapetti, Ansema (2014, con Gianni Coscia), 40 gir (2017) e Concerto di Natale (2021)[6]
- Intervista ai Tre Martelli e Gianni Coscia (2014) conferma la collaborazione e il loro percorso musicale insieme[7]

## Riconoscimenti e memoria
- Premio Davide Lajolo (2020) per la valorizzazione del patrimonio storico-musicale[8]
- Concerto commemorativo «Ra memoria dra steila» (5 marzo 2023, Asti), organizzato da La Ghironda e Tre Martelli[9]
- Memoriale blog su Blogfoolk evidenzia la sua lunga carriera e centralità nel folk piemontese[10]